# Le Retour de l'aube
Le Retour de l'aube (titre original : Double Cross) est un roman pour la jeunesse de Malorie Blackman, publié en 2005 en Angleterre et en 2009 en France. il s'agit du quatrième tome de la série constituée d'Entre chiens et loups, La Couleur de la haine, Le Choix d'aimer, Le Retour de l'aube, Entre les lignes et La dernière chance.

## Résumé
Callie Rose est en couple avec Tobey, mais leur quartier est séparé entre deux clans : les Dowd et les McAuley. Tobey, en voulant gagner un peu d'argent, travaille une fois pour McAuley, mais il devient mal perçu par lui en refusant de retravailler pour lui. McAuley essaye de le tuer. Cependant, lors d'une fusillade, il ne tue pas Tobey et entraîne Callie dans le coma. C'est alors que Tobey voudra venger Callie en complotant avec la famille Dowd....

## Personnages
- Callie Rose Hadley : petite amie de Tobey
- Tobey Durbridge : petit ami de Callie
- Sephy Hadley : mère de Callie
- Meggie McGrégor : mère de Callum, belle-mère de Sephy
- Jessica Dubridge : sœur de Tobey
- Dan : meilleur ami de Tobey, travaille pour McAuley
- Lucas : ex petit ami de Callie
- McAuley : dirigeant d'un des clans de la Prairie
- Rebecca, Owen, Gédéon et Vanessa Dowd (fille, fils, fils et mère) : dirigeants de l'autre clan de la Prairie
- Byron : garde-du-corps et confident de McAuley
- Détective Boothe, sergent Kenwood : chargés de l'affaire de la fusillade